# Casernas dos vigias em Roma

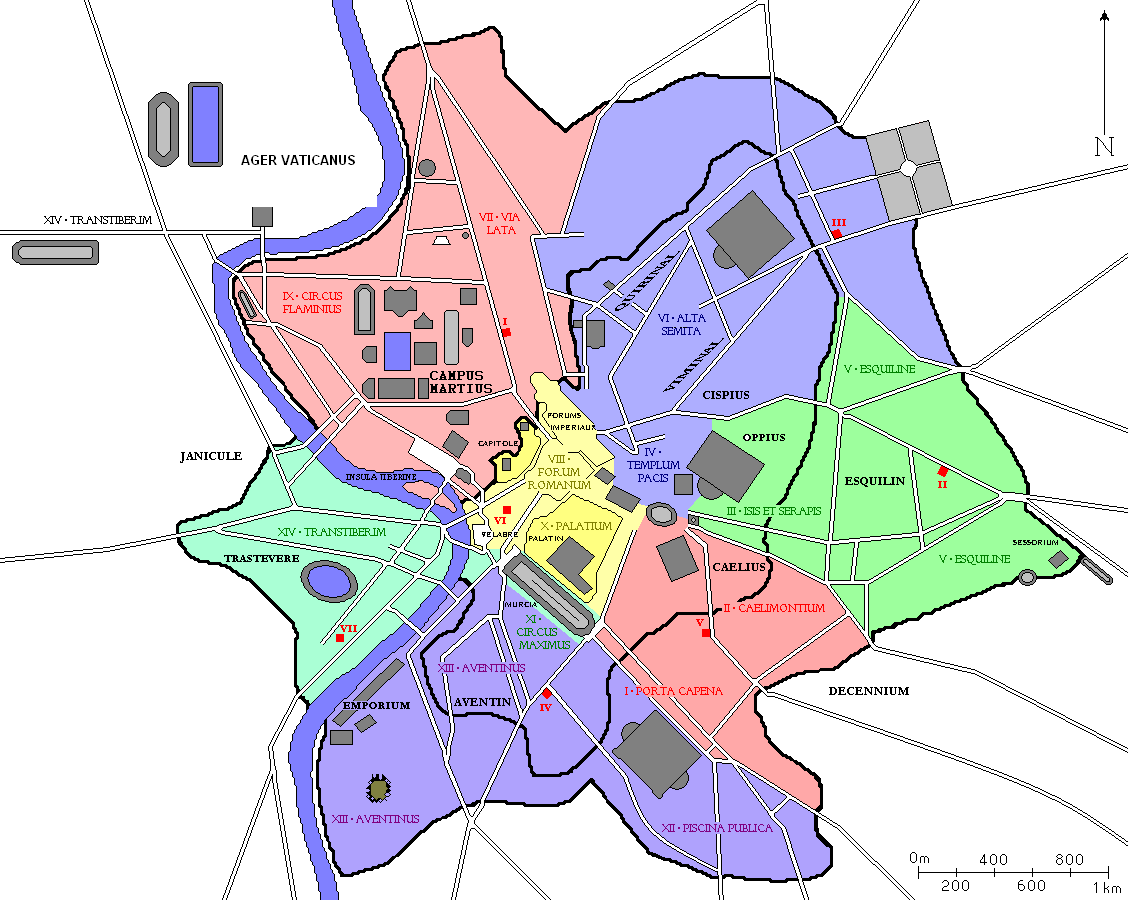
Mapa com a localização das casernas dos vigias na Roma Antiga

As casernas dos vigias em Roma (em latim: Vigiles) eram as casernas onde ficavam abrigadas as tropas que compunham os vigias urbanos da capital, cuja missão era apagar incêndios e realizar algumas funções de polícia, especialmente durante a noite.

## História
A corporação dos vigias foi instituída por Augusto no ano 6 e era composta inicialmente por sete coortes comandadas por um tribuno cada; elas, por sua vez, eram compostas por sete centúrias lideradas por centuriões e constituídas por 70 a 80 homens. A corporação toda era comandada pelo prefeito dos vigias (em latim: praefectus Vigilum).
Os primeiros vigias utilizavam habitações e edifícios privados confiscados como postos de comando e somente na metade do século II que nove casernas foram construídas especificamente para este fim. No começo do século III, foram construídas sub-estações conhecidas como excubitórios (em latim: excubitorium; pl.: excubitoria), onde ficavam de 40 a 50 homens e cujo objetivo era chegar mais rapidamente aos locais necessários por conta da expansão da cidade.
Depois do final do século IV e no princípio do século V, o serviço dos vigias foi reorganizado e as casernas foram abandonadas. Os novos colegiados (collegiati), em número bastante reduzido, habitavam em suas próprias casas.

## Subdivisões

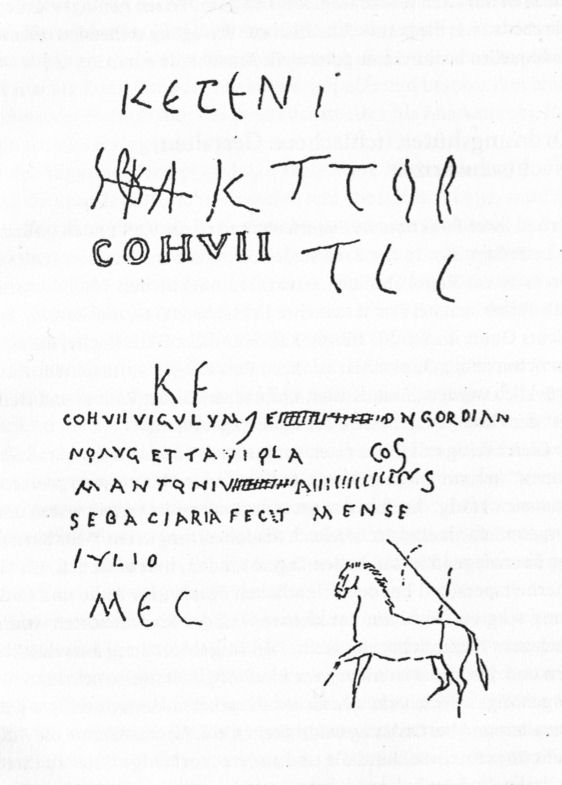
Reprodução de um grafiti encontrado no excubitório da Coorte VII no Trastevere (século III)

Cada coorte vigiava e tinha a missão de intervir em duas das 14 regiões da cidade:
| Coorte | Região onde ficava a caserna | Regiões sob responsabilidade |
| ------ | ---------------------------- | ---------------------------- |
| I      | VII Região Via Lata          | VII e IX                     |
| II     | V Região Esquílias           | III e V                      |
| III    | VI Região Alta Semita        | IV e VI                      |
| IIII   | XII Região Piscina Publica   | XII e XIII                   |
| V      | II Região Celimôncio         | I e II                       |
| VI     | VIII Região Fórum Romano     | VIII e X                     |
| VII    | XIV Região Transtiberim      | XI e XIV                     |

Além das sete casernas, haviam outros 14 excubitórios (um para cada uma das regiões), alocadas de tal forma a ajudar a extinguir incêndios rapidamente, o que geralmente era feito demolindo edifícios à volta do foco do incêndio para evitar que ele se espalhasse.

## Descrição das casernas
Das sete casernas, cinco foram identificadas com segurança.

### Estação da I Coorte
A caserna da Coorte I (I cohors) ficava na margem oriental da Via Lata, em frente à Septa Júlia. Era também a sede do prefeito dos vigias e de seu estado-maior e também o escritório administrativo de toda a corporação. A planta desta caserna está conservada num fragmento do Plano de Mármore: tratava-se de um edifício retangular com o eixo principal na direção norte-sul formando um ângulo de 18° com a Via Lata. O edifício era dividido em três partes, todas elas com um pátio central rodeado por um pórtico através do qual se acedia aos escritórios e quartos. O restos deste edifício foram escavados no século XVII e revelaram cômodos decorados em mármore e estuque bastante luxuosos, estátuas e várias inscrições, o que demonstra que o edifício foi consideravelmente alterado no período severiano. 

### Estação da II Coorte
A caserna da Coorte II (II cohors) ficava no monte Esquilino, do lado de fora da Muralha Serviana, no canto sudeste da moderna Piazza Vittorio Emanuele.

### Estação da III Coorte
A caserna da Coorte III (III cohors) ficava no monte Viminal. As evidências epigráficas não são decisivas, mas a caserna provavelmente ficava do lado de fora da Porta Viminal, ao lado da quina oriental das Termas de Diocleciano, onde hoje está a intersecção das vias Volturno e Solferino.

### Estação da IV Coorte
A caserna da Coorte IV (IV cohors) ficava no monte Aventino, ligeiramente ao norte da basílica de San Saba, perto da Porta Raudusculana e do aqueduto Água Márcia e das Termas de Caracala.

### Estação da V Coorte

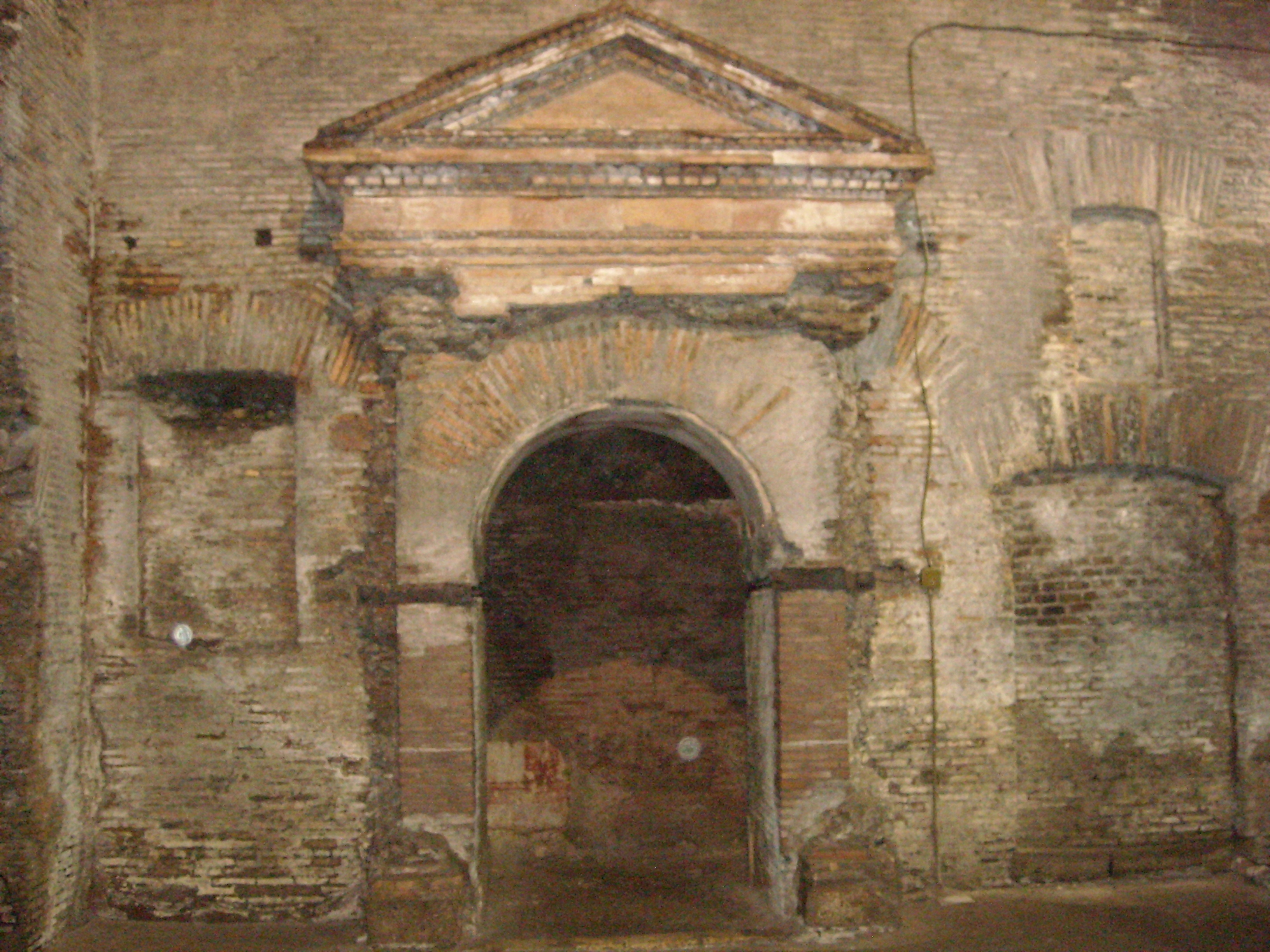
Ruínas da caserna da Coorte VII

A caserna da Coorte V (V cohors) ficava no monte Célio, ligeiramente a oeste do Macelo Magno, ao longo da fachada sul da basílica de Santa Maria in Domnica. Além das inscrições, traços do edifício foram descobertos em escavações realizadas no século XVI e em 1820. 

### Estação da VI Coorte
Em localização ignorada, segundo a Notitia Dignitatum ficava na VIII Região Fórum Romano, provavelmente no Velabro, entre o Palatino e o Capitólio, perto da rocha Tarpeia e do Templo de Augusto, no local correspondente à moderna Piazza della Consolazione ou nas imediações. As evidências epigráficas não revelaram nenhuma informação topográfica decisiva. Acredita-se que um excubitório ficasse localizado no próprio Fórum Romano.

### Estação da VII Coorte
Também em localização ignorada, segundo a Notitia Dignitatum ficava na XIV Região Trastevere, provavelmente na fronteira meridional, perto da Ponte Emílio. Até hoje não foi descoberto nenhum traço da caserna, mas em 1866 foi encontrado um excubitório, um edifício que originalmente era uma residência privada e que, no século II, foi ampliado e destinado a este uso. Em suas paredes foram encontrados numerosos grafiti do período entre 215 e 245 e de notável relevância pelas informações que eles revelaram sobre a organização interna das coortes. Este excubitório está aberto à visitação na Via della Settima Coorte n. 9, em Trastevere.